# Maddy Osbourne
Madeleine "Maddy" Osborne es un personaje ficticio de la serie de televisión australiana Home and Away, interpretada por la actriz Kassandra Clementi del 24 de enero del 2013 hasta el 31 de mayo del 2016.

## Antecedentes
Maddy es una joven energética, responsable y perfeccionista que muestra madurez a pesar de tener solo 16 años. Proviene de una familia de clase trabajadora, es una de cuatro hermanos, le gusta la música en especial tocar el violín por lo que obtuvo una beca completa para asistir a una prestigiosa escuela privada, en donde todos sabían que podían confiar en ella. Sin embargo  Maddy decide dejar todo y huir con su hermano Spencer.
Cuando Maddy llega a la bahía con su hermano Spencer ambos llevan huyendo de su hogar por un tiempo, sus posesiones han sido robadas y el dinero que tenían se les ha gastado por lo que se ven obligados a mendigar, pedir prestado o robar.

## Biografía
Maddy llega a la bahía junto a su "hermano" Spencer Osbourne y van directo a la casa de los Stewart, ahí Alf Stewart los lleva al Caravan Park para que pasen la noche, sin embargo Alf sospecha que ambos están huyendo cuando ve que sus cosas ya no están en el caravan. Cuando Maddy y Spencer van a desayunar al Diner le dicen a Marilyn Chambers que olvidaron su cartera en la caravana por lo que Marilyn les dice que lo pueden pagar luego. En la tarde John Palmer sospecha de ellos cuando los ve en Angelo's y decide confrontarlos cuando ve que Maddy roba comida sin embargo Gina Holden-Palmer lo distrae y Maddy y su hermano logran escaparse.
Poco después Maddy y Spencer duermen en un bote pero cuando Maddy comienza a enfermarse deciden dormir en la escuela, al día siguiente casi son descubiertos por Sasha Bezmel quien le dice a Ruth que creía que alguien estaba durmiendo en la escuela, cuando Ruth le dice que cree quienes son los responsables, Sasha decide ayudarla y deja las toallas y comida en el mismo lugar donde los encontró para Spencer y Maddy, poco después deciden aceptar la ayuda de Ruth.
Cuando Ruth finalmente decide buscar en personas desaparecidas, encuentra un aviso de Maddy, cuando Ruth confronta a Spencer y a Maddy ellos finalmente le revelan que en realidad no son hermanos sino que son novios y que habían escapado de sus familias para estar juntos, luego de que los padres de Spencer le prohibieran estar con Maddy ya que creían que ella no lo merecía. Más tarde Maddy y Spencer finalmente terminan su relación.
En agosto del 2013 Maddy conoce a Josh Barrett durante una fiesta en la playa y después de coquetear terminan teniendo relaciones, sin embargo poco después cuando Casey Braxton se da cuenta de que está cerca de personas peligrosas e intenta convencerla de llevarla a su casa, Josh y su hermano Andy Barrett comienzan una pelea, más tarde mientras Casey lleva a Maddy Andy los choca deliberadamente lo que ocasiona que tengan un accidente automovilístico, Casey queda inconsciente pero Maddy logra salir a salvo y busca ayuda. Poco después y a pesar de que sus amigos no están de acuerdo Maddy comienza una relación con Josh.
A finales del 2014 Maddy cree que está embarazada, sin embargo cuando acude a una revisión descubre que en realidad tiene cáncer.
El 5 de mayo del 2016 durante la explosión ocurrida en el Caravan Park, los doctores le dicen a Maddy que tienen que amputarle un brazo después de sufrir lesiones potencialmente mortales.
El 31 de mayo del 2016 Maddy decide irse de la bahía con su madre, para recibir tratamiento y posteriormente viajar por el mundo.